# سنا هويكسترا
سنا هويكسترا (بالهولندية: Sanne Hoekstra) مواليد 5 مايو 1992 في أمستردام، هي لاعبة كرة يد هولندية تلعب كجناح أيسر. مثلت منتخب هولندا لكرة اليد للسيدات. حققت المركز الثاني في بطولة العالم لكرة اليد للسيدات 2015.

## الميداليات
| الميدالية | المسابقة                            |
| --------- | ----------------------------------- |
| فضية      | بطولة العالم لكرة اليد للسيدات 2015 |

## روابط خارجية
- سنا هويكسترا على موقع الاتحاد الأوروبي لكرة اليد (الإنجليزية)